# 馬水槽

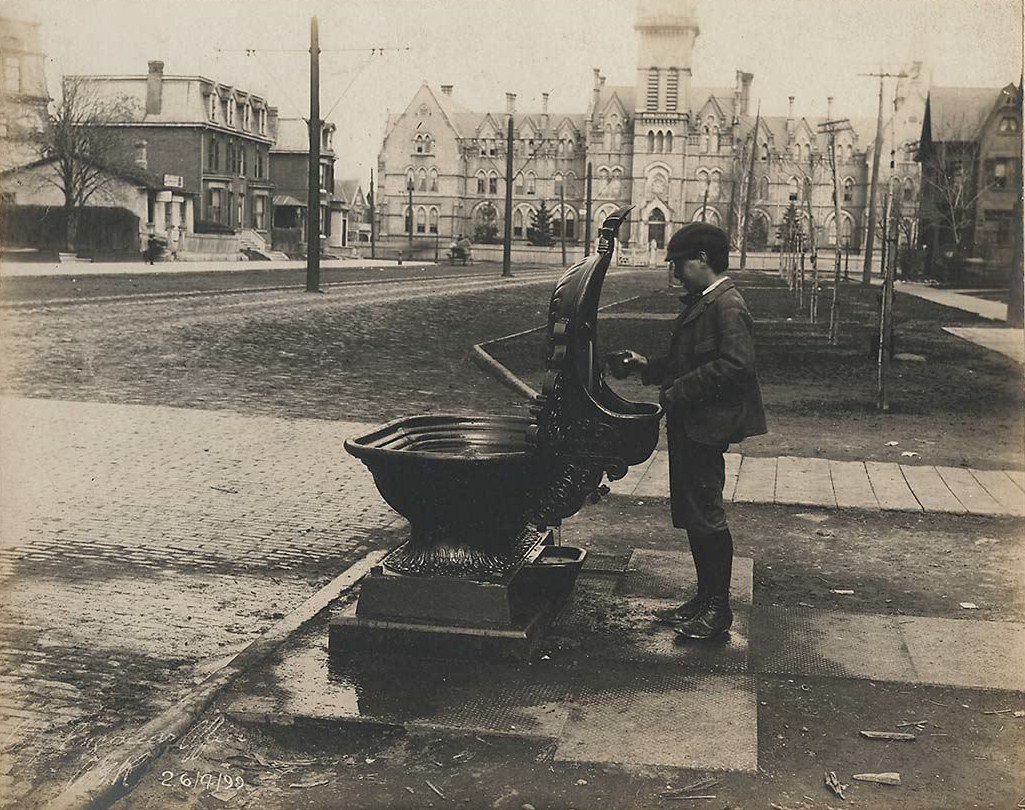
トロントの水飲み場（1899年）

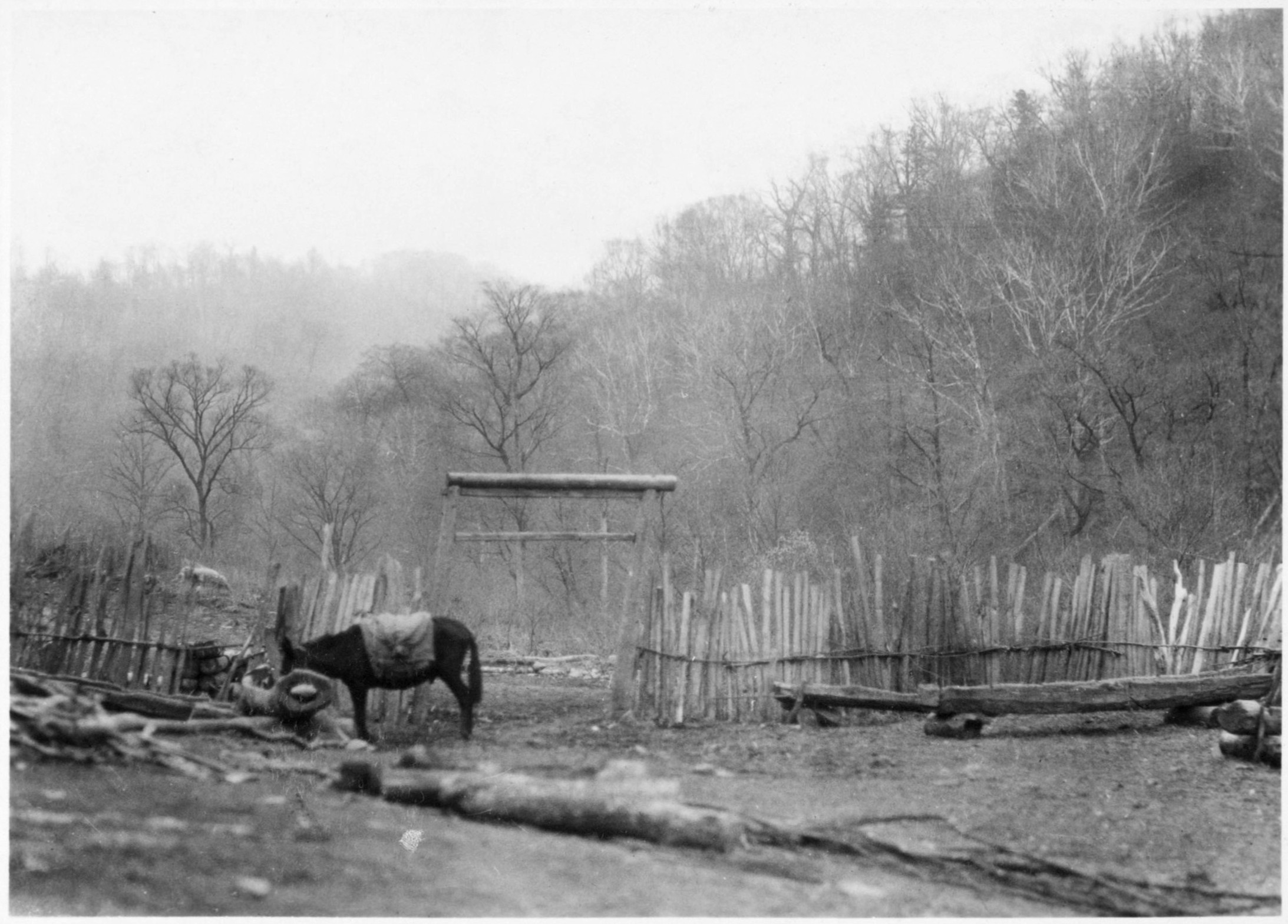
丸木をくりぬいた馬水槽から水を飲んでいる馬（満州国老嶺）

馬水槽（ばすいそう）とは、牛や馬が水を飲むために人為的に設けられた水飲み場である。牛馬水槽や牛馬用水、牛馬用水槽、飲馬水槽、愛馬水槽などとも呼ばれる。

## 概要
日常的な物資の輸送に牛馬が用いられていた時代は人間のみならず牛馬のためにも飲料水を供給する必要があった。そのため道端には自治体や動物愛護団体などによって馬水槽が設置されていたほか、軍の設備として軍馬のための馬水槽が存在した。

### 人間や犬猫と共用のもの
都市部の馬水槽では犬猫、人間のための水飲み場も併設したものが作られることもあった。様々な構造のものがあるが、車馬道側に馬、歩道側に人間、下部に犬猫の水飲み場があるものが多い。

### 厩舎内のもの
厩舎内の牛や馬の水飲み場も牛馬用水槽の一種である。

## 保存

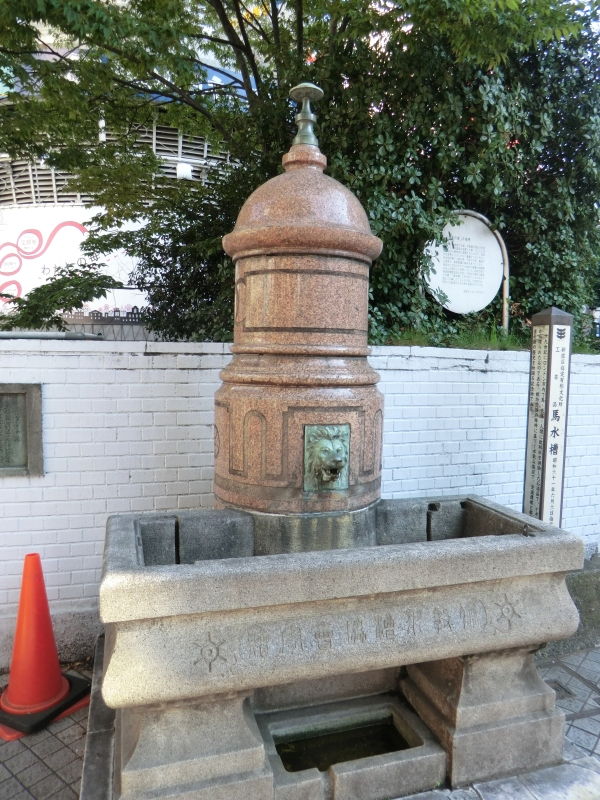
みんなの泉（馬水槽）

### みんなの泉
新宿駅東口広場には現在も石造りの馬水槽がある。これはロンドン市飲水泉及牛馬給水槽協会から東京市へ寄贈されたものである。これが日本に持ち込まれた経緯は、ロンドンを視察した際に市内の馬水槽に注目した中島鋭治が日本にも同様のものが欲しいと申し入れたとする資料が多いが、日本に滞在していたあるイギリス人が水が飲めずに路上で行き倒れた馬を見て帰国後にそれを報告したことがきっかけになったとする資料も存在している。
この馬水槽は1906年（明治39年）11月27日に麹町区八重洲町にあった東京市役所正面の歩道に設置された。1918年（大正7年）からは同じく麹町区八重洲町の市水道局庁舎前に移設され使用されていたが1923年（大正12年）の関東大震災で給水不能となり、復旧に4年を要している。太平洋戦争の空襲でも被害を受け、1948年（昭和23年）に復旧したものの、戦後の物資不足から蛇口鉛管の盗難が相次ぎ使用不能となった。さらに輸送手段としてトラックが普及してきたことから使用を取りやめ、記念物として1957年（昭和32年）に淀橋浄水場へと移設することとなった。しかし淀橋浄水場の移転が決まったことで再び馬水槽は行き場を失うこととなる。それを聞いた国鉄（現在のJR東日本）が譲受の打診を行い、1964年（昭和39年）9月20日に新宿駅東口ステーションビル（現在のルミネエスト新宿）の完成に合わせて新宿駅東口の広場へと移設され、名称も公募で「みんなの泉」と決められた。現在は給水が止められているものの同型の馬水槽はみんなの泉を含めて世界に3基しか現存していない。
1986年（昭和61年）6月6日に新宿区の指定有形文化財に指定されている。また、東京都水道歴史館ではレプリカが展示されている。

### 日本銀行中庭
日本銀行本店の中庭には馬の水飲み場が残されている。

### 横浜の牛馬飲水
横浜市馬車道の馬車道十番館前には「牛馬飲水」と書かれた牛馬用水槽が残されている。これは1917年（大正6年）に磯子区の八幡橋に設置され、1970年（昭和45年）に同地に移設されたものである。なお、神奈川県立歴史博物館前にもレプリカが設置されている。

### 金城学院の牛馬用水
金城学院高等学校内の噴水池には牛馬用水が保存されている。これは1928年（昭和3年）6月13日にバージニア州で動物愛護運動に従事している女性からの寄付によって名古屋市長塀町の外国人教師館の煉瓦塀をくり抜いて作られたもので、電車通りを通る牛馬の喉を潤していたが戦後、外国人教師館が爆破されて水が出なくなったことや牛馬がトラックに移り変わったことから後に同地に移設され、現在も保存されている。